# Steinabrückl
Steinabrückl ist eine Ortschaft und eine Katastralgemeinde in der Gemeinde Wöllersdorf-Steinabrückl in Niederösterreich.

## Geografie
Der Ort befindet sich nordwestlich von Wiener Neustadt an der Piesting.

## Geschichte
Die erste Nennung des Ortes erfolgte 1244 in einer Urkunde von Friedrich II. dem Streitbaren als steinenpruk, was vermutlich auf eine möglicherweise römischen Steinbrücke hinweist, die hier über die Piesting führte. Matthias Corvinus eroberte den Ort und brannte ihn nieder, worauf er für Jahrzehnte verödete. Auch anlässlich der Türkenbelagerungen wurde der Ort schwer in Mitleidenschaft gezogen. 
Ab dem 18. Jahrhundert entwickelte sich der Ort stetig und erhielt eine Kapelle, die später zur Pfarrkirche ausgebaut wurde, eine Schule und Industriebetriebe. Einen wirtschaftlichen Aufschwung erlebte der Ort 1803 durch die Errichtung einer „Zitz- und Cottonmanufaktur“ der Gebrüder Glanz am Standort der ehemaligen Haidemühle an der Piesting. 1819 wurde sie in eine mechanische Baumwollspinnerei umgerüstet. Um die Mitte des 19. Jahrhunderts arbeiteten ungefähr 300 Personen in der Fabrik. Als der Betrieb gegen Ende des Jahrhunderts eingestellt wurde, erwarb die „Pulver- und Munitionsfabrik G. Roth Aktiengesellschaft“ aus Felixdorf die Anlage. 
Im Jahr 1900 wurde Steinabrückl an die Verbindungsbahn zwischen der Gutensteiner und der Leobersdorfer Bahn angeschlossen.
Laut Adressbuch von Österreich waren im Jahr 1938 in der Ortsgemeinde Steinabrückl zwei Bäcker, ein Baumeister, ein Dachdecker, drei Fleischer, ein Friseur, drei Gastwirte, vier Gemischtwarenhändler, eine Hebamme, ein Kino, ein Konsumverein, ein Milchhändler, ein Ost- und Gemüsehändler, ein Sauerstofferzeuger, zwei Schuster, eine Stärkefabrik, ein Tischler, ein Viehhändler und einige Landwirte ansässig.
Der Ort wurde 1971 mit Wöllersdorf vereint.

## Kultur und Sehenswürdigkeiten
- Katholische Pfarrkirche Steinabrückl Unbefleckte Empfängnis

## Öffentliche Einrichtungen
In Steinabrückl befinden sich zwei Kindergärten und eine Volksschule.